# Аникеев, Юрий Владимирович
Ю́рий Влади́мирович Анике́ев (укр. Юрій Володимирович Анікєєв; род. 11 июня 1983, Ковшаровка, Харьковская область, Украинская ССР, СССР) — украинский спортсмен, специализирующийся на игре в шашки. Международный гроссмейстер, заслуженный мастер спорта Украины. Чемпион мира 2004 года (классика) и 2018 года (блиц) по бразильским шашкам, чемпион мира 2023 года по международным шашкам в классической программе, 2016 и 2020 года в быстрой программе. Чемпион Европы по русским (2019) и бразильским шашкам (2021) в классической программе, чемпион Европы 2005, 2021 годов в блице и 2024 года — в рапиде по международным шашкам. Многократный чемпион Украины по шашкам-100 и шашкам-64.
С 2009 года долгое время тренировал в Китае, чаще всего в Шанхае. Лучшие его ученики: Чжан Ю - первый гроссмейстер по шашкам в Китае, чемпионка мира по шашкам-100 в блиц (2023), чемпионка Азии среди женщин, и Лю Пэй - призер чемпионата мира по шашкам-64 среди женщин (2018), чемпионка Азии.

## Личная жизнь
Юрий Аникеев, уроженец посёлка Ковшаровка Харьковской области, проживает в Харькове с 2000 года. Учился в Харьковском национальном университете радиоэлектроники и Харьковской государственной академии физической культуры.
Ведёт блог «Шашки на Слобожанщине». В 2022 году опубликована книга Ю. Аникеева по шашкам-64 «Шашки — любовь на всю жизнь», в 2023 году вышла книга «Путь к совершенству» по стоклеточным шашкам.

## Спортивные достижения

### Шашки-64
Первым тренером Юрия Аникеева стал Сергей Михайлович Бойко. В 1997 году в Мелитополе Юрий стал чемпионом мира на малой доске среди кадетов, а затем трижды (в 1998, 2001 и 2002 годах) завоёвывал титул чемпиона мира среди юниоров. В 2001 году он стал также чемпионом Европы в этой возрастной группе.
Во взрослых чемпионатах мира он дебютировал в 2002 году в Сан-Паулу и сразу завоевал две бронзовых медали — в основной программе и в блице (во втором случае поделив третье место с Александром Кандауровым) и после этого получил звание международного гроссмейстера. Через два года в Убатубе Аникеев стал чемпионом мира по бразильским шашкам и добавил к этому достижению серебро в блице. Свой третий чемпионат мира он провёл в 2008 году также в Бразилии и завоевал третью медаль в основной программе, на сей раз серебряную. На национальном уровне он неоднократно завоевывал медали чемпионатов Украины по шашкам-64: бронзовую в 2003, серебряную в 2005 и две золотые в 2015 и 2016 годах (за несколько дней став чемпионом страны одновременно по шашкам-100 и 64), также был победителем Кубка Украины в 2003 году.
Дисквалифицирован Международной федерацией шашек (IDF) на 3 года (до 15 декабря 2019 года) за нарушения этического кодекса IDF. Ранее был отстранён от участия в чемпионате Европы по шашкам-64 2016 года также за нарушения этического кодекса. Председатель IDF, россиянин Владимир Лангин, в качестве причин дисквалификации назвал публичную критику Аникеевым федерации и «глумление» над её символикой. В защиту украинского шашиста выступили министр молодёжи и спорта Украины Игорь Жданов и президент Федерации шашек Украины Анатолий Яценко; последний назвал дисквалификацию Аникеева «фактом спортивного терроризма» и «способом избавиться от конкурента». 2 июля 2018 года Спортивный арбитражный суд (CAS) вынес вердикт, согласно которому все претензии IDF к украинскому спортсмену считаются недействительными, а 3-летняя дисквалификация с 16 декабря 2016 по 15 декабря 2019 года полностью аннулирована. IDF обязана выплатить Юрию Аникееву 5 тысяч швейцарских франков в качестве компенсации. Кроме того, IDF понесет все расходы за ход судебного процесса в CAS.
После 10-летнего перерыва Аникеев в 2018 году удачно выступил на чемпионате мира по шашкам-64 (бразильская версия) в турецком Измире, где собрал весь комплект наград в трех видах программы: серебро в играх с классическим контролем времени, бронзу в быстрые шашки и золото — в блиц. На следующий год, также в Измире, харьковчанин стал чемпионом Европы по русским шашкам с классическим контролем времени, а в 2021 году — по бразильским шашкам, также с классическим контролем времени. Между этими двумя титулами, в 2020 году, в Турции в дебютном для себя чемпионате мира по русским шашкам стал бронзовым призёром.
Результаты на чемпионатах мира и Европы и Всемирных интеллектуальных играх с классическим контролем времени (шашки-64)
| Год  | Уровень    | Место проведения | Результат | Место |
| ---- | ---------- | ---------------- | --------- | ----- |
| 2002 | ЧМ(браз.)  | Сан-Паулу        | +5=8-0    | 3     |
| 2004 | ЧМ(браз.)  | Убатуба          | +4=5-0    | 1     |
| 2008 | ВИИ(браз.) | Пекин            | +2=4-1    | 14-22 |
| 2008 | ЧМ(браз.)  | Ресифи           | +3=7-0    | 2     |
| 2018 | ЧМ(браз.)  | Измир            | +2=5-0    | 2     |
| 2019 | ЧЕ(рус.)   | Измир            | +4=4-0    | 1     |
| 2020 | ЧМ(рус.)   | Кушадасы         | +2=8-0    | 3     |
| 2021 | ЧЕ(браз.)  | Каппадокия       | +3=7-0    | 1     |

1. ↑  +4=3-0 в швейцарском турнире, ничьи в полуфинале и финале

### Шашки-100
На юношеском уровне Аникеев стал в 1999 году чемпионом Европы среди кадетов (в возрасте до 16 лет) и чемпионом Европы в классической версии среди юниоров в возрасте до 19 лет в 2000 и 2002 годах, плюс завоёвывал серебряную медаль Европы 2001 года. Также был чемпионом мира среди юниоров 2000 года, выиграв это звание в дополнительном матче.
Шестикратный чемпион Украины по международным шашкам (в 2003, 2004, 2007, 2008, 2015 и 2016 годах). Ещё пять раз между 2002 и 2012 годами он завоёвывал медали другого достоинства, а в 2006 году стал обладателем Кубка Украины.
Первым крупным международным успехом украинца на взрослом уровне стала победа в чемпионате Европы по блицу в 2005 году. В 2008 году стал бронзовым призёром чемпионата Европы по блицу (с Муродулло Амриллаевым). На чемпионате мира по блицу 2009 года Аникеев остался пятым, уступив в 1/4 финала А. Балякину, но на предварительном этапе пропустив вперёд только шашистов, носивших чемпионское звание в классической версии: Александра Шварцмана, Гунтиса Валнериса и Александра Георгиева (последнего обыграв в личной встрече по дополнительным показателям).
В 2014 году завоевал бронзовую награду на турнире по блицу во время Всемирных интеллектуальных игр СпортАккорд, которые проходили в Пекине, а через год повторил этот результат на чемпионате мира по блицу в Турции. В 2016 году на чемпионате мира по шашкам-100 в быстрой программе в Измире (Турция) впервые за карьеру стал чемпионом мира по международным шашкам среди взрослых. Через год, снова в Измире, стал вторым на чемпионате мира по блицу. В 2019 году на чемпионате Европы по быстрым шашкам, который проходил в Нетании (Израиль), завоевал серебро, а в блиц-программе — бронзовую медаль. В 2020 году на чемпионате мира в Турции стал во второй раз в карьере чемпионом мира в быстрой программе и бронзовым призёром в блице. В 2021 году на чемпионате Европы в Италии стал во второй раз в карьере чемпионом Европы по блицу, а также завоевал индивидуальную бронзовую медаль в быстрых шашках и второе место в командном зачёте в этой же дисциплине. В конце того же года в Польше стал вторым на чемпионате мира по быстрым шашкам. В 2024 году в Италии впервые в карьере выиграл чемпионат Европы в рапиде, а также взял бронзу в блиц.
В международных турнирах с классическим контролем времени успехи Аникеева долгое время были не столь значительны. На чемпионате мира 2007 года он закончил дистанцию шестым, а на Всемирных интеллектуальных играх 2008 года, где участвовал в турнирах как по бразильским, так и по международным шашкам, пробился в восьмёрку сильнейших в турнире «международников». На чемпионате мира в 2013 году в Уфе (Россия) занял 4-е место. В 2017 году на чемпионате мира в Таллинне стал пятым. На командном чемпионате Европы в 2013 году в Таллинне (Эстония) в составе сборной команды Украины завоевал бронзовые награды, а также 3-е место в блице и 2-е место в быстрых шашках. В 2016 году на аналогичном турнире, также в Таллинне, в составе сборной команды Украины опять завоевал бронзу в турнире с классическим контролем времени и серебро в блице. 
В 2023 году на командных чемпионатах Европы, которые проходили в Италии, в составе сборной команды Украины выиграл 3 золотых медали во всех трех видах программы (классика, быстрые, блиц). Наконец, на личном чемпионате мира 2023 года Аникеев завоевал первое место с 7 победами при 11 ничьих в 18 партиях. На следующий год на чемпионате Европы занял первое место в рапиде и третье в блице. В конце 2024 потерял титул чемпиона мира, уступив в матче Яну Грунендейку из Нидерландов (4:6 на тай-брейке).
Аникеев активно участвует в национальных и международных командных соревнованиях по международным шашкам. В составе клуба «Van Stigt Thans» он стал чемпионом Нидерландов в сезонах 2005/2006 и 2007/2008, также выступал за другие голландские клубы: Волендам, Апельдорн, Хайкен. В командных чемпионатах России и Польши завоёвывал серебряные медали. Выступал в Бразилии: за «Sao Caetano do Sol» (2002—2004) и «Sao Jose de Rio Preto» (2007, 2008), в составе которых становился победителем Открытых игр штата Сан-Паулу. В Кубке Конфедерации — ежегодном европейском клубном турнире — он стал победителем в 2008 году в составе команды «Нижне-Ленское» (Якутск). Он также занимал в этом турнире 2-е место (с командой «Нижне-Ленское» в 2007 году) и четырежды 3-е место (с командами «Кадима» (Днепродзержинск) в 2003 и 2004 году, «Машиностроитель» (Ишимбай) в 2006 году и «Варна» (Болгария) в 2009 году).
Результаты на чемпионатах мира, Европы и Всемирных интеллектуальных играх по шашкам-100 с классическим контролем времени
| Год  | Уровень | Место проведения | Результат | Место          |
| ---- | ------- | ---------------- | --------- | -------------- |
| 2005 | ЧМ      | Амстердам        | +1=4-4    | 9 в полуфинале |
| 2006 | ЧЕ      | Бовец            | +3=7-0    | 12             |
| 2007 | ЧМ      | Харденберг       | +4=14-1   | 6              |
| 2008 | ЧЕ      | Таллинн          | +2=6-1    | 26             |
| 2008 | ВИИ     | Пекин            | +4=7-0    | 5-8            |
| 2012 | ВИИ     | Лилль            | +2=7-0    | 13             |
| 2012 | ЧЕ      | Эммен            | +2=6-1    | 23             |
| 2013 | ЧМ      | Уфа              | +2=9-0    | 4              |
| 2014 | ЧЕ      | Таллин           | +2=7-0    | 19             |
| 2016 | ЧЕ      | Измир            | +2=7-0    | 4              |
| 2017 | ЧМ      | Таллин           | +1=10-0   | 5              |
| 2021 | ЧМ      | Таллин           | +0=9-0    | 5 в полуфинале |
| 2022 | ЧЕ      | Кортрейк         | +2=7-0    | 5-7            |
| 2023 | ЧМ      | Виллемстад       | +7=11-0   | 1              |
| 2024 | ЧЕ      | Кьянчано-Терме   | +2=6-1    | 24             |
| 2024 | ЧМ      | Вагенинген       | +0=11-1   | 2              |

1. ↑  +3=6-0 в группе, победа в 1/8 финала над  М. Амрилаевым, ничья в 1/4 финала с  Г. Валнерисом
2. ↑  Турнир проходил по «Пекинской системе»
3. ↑  Матч с Яном Грунендейком
4. ↑  +0=4-1 на тай-брейке